# Folland Gnat
Folland Gnat (z ang. gnat – komar) – poddźwiękowy samolot szkolny i lekki myśliwiec konstrukcji brytyjskiej, o skośnych skrzydłach i napędzie odrzutowym. Skonstruowany na początku lat 50. XX wieku przez brytyjską wytwórnię Folland Aircraft (później Hawker Siddeley) dla Królewskich Sił Powietrznych (Wielka Brytania). Głównym użytkownikiem wersji bojowej były Indie, gdzie był także produkowany na licencji w zakładach HAL.

## Historia
Głównym konstruktorem Gnata był William Edward Willoughby Teddy Petter, brytyjski konstruktor lotniczy, który był autorem projektów wielu samolotów, między innymi bombowca English Electric Canberra. Wbrew panującym ówcześnie tendencjom do budowania coraz większych i droższych samolotów bojowych, Petter postanowił zbudować prosty i mały myśliwiec o niskich kosztach zakupu i eksploatacji. W tym samym czasie opracowano kilka modeli małych silników odrzutowych zdolnych do napędzania maszyny rozmiarów Gnata.
Ze względu na brak akceptacji zarządu wytwórni English Electric, w której pracował Petter, przeniósł się on do przedsiębiorstwa Folland Aircraft, przyjmując posadę dyrektora zarządzającego. W 1951 Petter rozpoczął finansowane przez Follanda prace nad koncepcją lekkiego myśliwca, oznaczonego jako Fo-141 Gnat. Planowaną jednostką napędową maszyny miał być ówcześnie projektowany silnik turboodrzutowy Bristol BE-22 Saturn o ciągu 16,9 kN, ale ze względu na przerwanie prac rozwojowych nad nim, Petter został zmuszony do zbudowania mniejszego samolotu demonstracyjnego, napędzanego znacznie słabszym silnikiem Armstrong Siddeley Viper 101 o ciągu 7,3 kN. Samolot demonstracyjny oznaczony jako Fo-139 Midge został oblatany 11 sierpnia 1954 roku, zyskując bardzo dobre opinie.
Pierwsza pełnowymiarowa maszyna oznaczona symbolem Fo-145 Gnat, napędzana przedprodukcyjną wersją nowego silnika Bristol Orpheus o ciągu 14,6 kN, została oblatana 18 lipca 1955 roku. Gnat był bardzo podobny do demonstracyjnego Midge’a, ale jego masa startowa była prawie dwa razy większa.
Uzbrojenie maszyny stanowiły dwa działka rewolwerowe ADEN kalibru 30 mm zainstalowane na zewnętrznej stronie wlotów powietrza. Wyloty luf działek zostały zaprojektowane w taki sposób, aby uniknąć niebezpieczeństwa uszkodzenia silnika gazami prochowymi, które mogłyby zostać zassane przez wloty powietrza. Pod skrzydłami maszyny umieszczono dwa zaczepy dla odrzucanych zbiorników paliwa lub uzbrojenia w postaci bomb o masie 227 kg (500 funtów) lub zasobników z 18 niekierowanymi pociskami rakietowymi kalibru 76 mm.
Początkowo RAF nie wyraził zainteresowania samolotem, ale rząd brytyjski, w celu zachęcenia wytwórni do prowadzenia prac rozwojowych nad maszyną, zamówił sześć maszyn prototypowych, a nieco później kolejne dwie.

## Użytkownicy samolotów Gnat
Dobra opinia o samolocie, mimo braku zamówień z kraju ojczystego, otworzyła przed wytwórnią Folland rynki zagraniczne. Dwie maszyny testowe trafiły do Jugosławii, a 13 do Finlandii. Dwa z fińskich Gnatów, których dostawy miały miejsce w latach 1958 i 1959, zostały zbudowane w wersji rozpoznawczej z trzema 70 milimetrowymi kamerami zabudowanymi w dziobowej części maszyn. Finlandia eksploatowała te maszyny do 1972 roku.
Największym użytkownikiem, a także producentem samolotów Gnat, stały się Indie. W 1956 wytwórnia Folland Aircraft podpisała z hinduskim przedsiębiorstwem Hindustan Aircraft Limited (HAL) umowę licencyjną na produkcję tych samolotów. Wytwórnia Follanda zbudowała pierwszych 25 maszyn (włączając w to dwie ostatnie maszyny zamówione przez rząd) oraz dostarczyła 20 kompletów podzespołów do montażu w fabrykach HAL. Napęd maszyn stanowił unowocześniony silnik Bristol Orpheus 701-01 o ciągu 20,93 kN.
Pierwsze Gnaty weszły do służby w Siłach Powietrznych Indii wiosną 1958 roku. Pierwszy zmontowany przez HAL samolot został oblatany 18 listopada 1959 w Bangalore. Wytwórnia HAL po zmontowaniu wszystkich dostarczonych z Wielkiej Brytanii maszyn przystąpiła do ich produkcji, która trwała do początku 1974 roku, zamykając się liczbą 195 samolotów. Pierwszy całkowicie indyjski Gnat wzbił się w powietrze 21 maja 1962 roku.
Piloci indyjscy latający na Gnatach mieli o nich bardzo dobrą opinię z powodu ich dużej zwrotności, która pozwoliła nawiązywać skuteczną walkę z pakistańskimi F-86 Sabre i Shenyang J-6 (budowany na licencji w Chinach MiG-19). Podczas drugiej wojny kaszmirskiej, przewaga wyszkolenia pilotów indyjskich oraz skuteczna taktyka umożliwiły zestrzelenie siedmiu pakistańskich F-86 Sabre i w konsekwencji nadanie mu przydomku Rzeźnika Sabre’ów lub Zabójcy Sabre’ów.

## Szkolno-treningowy Gnat T.1

rzuty

Mimo braku zainteresowania strony brytyjskiej Gnatem jako samolotem bojowym, wytwórnia Follanda zaproponowała jego dwumiejscową wersję szkolną Fo-144. RAF podchwyciły ideę samolotu do szkolenia pilotów, zamawiając w 1958 partię informacyjną 14 egzemplarzy maszyn oznaczonych jako Gnat T.1. Pierwszy samolot tego typu został oblatany 31 sierpnia 1959.
Gnat T.1 został pozbawiony uzbrojenia strzeleckiego, ale pozostawiono podskrzydłowe węzły do podwieszenia uzbrojenia. Napęd samolotu stanowił silnik Bristol Orpheus 4-100 o ciągu 18,8 kN. Zmiany konstrukcyjne obejmowały większą część ogonową, powiększone skrzydła z wewnętrznymi zbiornikami paliwa i o powierzchni zwiększonej o 40% w stosunku do wersji bojowej Gnata. Zamiast klapolotek zastosowano osobne klapy i lotki. RAF zaakceptowały nową wersję samolotu i rozszerzyły zamówienie o 91 maszyn (łącznie z partią informacyjną 105 maszyn). Maszyny te zbudowała wytwórnia Hawker Siddeley w latach 1962-1965, która przejęła Folland Aircraft dzięki poparciu rządu brytyjskiego dla idei konsolidacji przemysłu lotniczego.
Pięć pomalowanych na żółto i wyposażonych w wytwornice dymu maszyn Gnat T.1 weszło w 1964 w skład akrobacyjnego zespołu demonstracyjnego Królewskich Sił Powietrznych Yellowjacks, który rok później został przemianowany na Red Arrows. Nowy zespół wykorzystywał 9 pomalowanych na czerwono Gnatów aż do 1979 roku, kiedy wymieniono je na nowocześniejsze BAE Hawk.

## HAL Ajeet
Indyjskie Siły Powietrzne były bardzo zadowolone z samolotów Gnat, chociaż maszyna ta nie była wolna od wad. Największymi z nich były zawodne systemy hydrauliczne i systemy sterowania. W 1972 siły powietrzne Indii zgłosiły zapotrzebowanie na zmodyfikowany samolot nazwany roboczo Gnat II, który początkowo miał być myśliwcem przechwytującym, ale później rozszerzono wymagania o możliwość atakowania celów naziemnych.
Wytwórnia HAL zmodyfikowała dwa samoloty Gnat zgodnie z wymaganiami wojskowych, a pierwszy z nich wzbił się w powietrze 6 marca 1975 roku. Zmodyfikowana maszyna została nazwana Ajeet, co w sanskrycie oznacza niepobity, niezwyciężony. Pierwsze dwie maszyny prototypowe Ajeet powstały na bazie dwóch ostatnich wyprodukowanych przez HAL samolotów Gnat. Pierwszy produkcyjny egzemplarz oblatano 30 września 1976 roku, a wprowadzenie do służby nastąpiło w roku następnym. Łącznie do 1982 zbudowano 79 maszyn Ajeet, a 10 Gnatów zmodyfikowano do standardu Ajeet.
Zewnętrznie Gnat i Ajeet różniły się nieznacznie, jednak w porównaniu do samolotu bazowego wersja zmodyfikowana posiadała bardzo wiele nowoczesnych rozwiązań, z których najważniejsze to:
- zmodyfikowane systemy hydrauliczne i sterowania
- fotel wyrzucany typu Martin-Baker GF4 zamiast zaprojektowanego przez Follanda fotela Type 2G
- nowa awionika wraz z nowoczesnym celownikiem typu Ferranti
- usterzenie płytowe
- unowocześnione podwozie z przeciwpoślizgowym systemem hamulcowym
- zabudowane w skrzydłach zbiorniki paliwa, każdy o pojemności 250 litrów.
- 4 podskrzydłowe węzły podwieszeń uzbrojenia.

## Użycie bojowe samolotów Folland Gnat

### Druga wojna kaszmirska
Samoloty Folland Gnat były wykorzystywane w warunkach bojowych głównie przez siły powietrzne Indii. Podczas Drugiej Wojny Kaszmirskiej prowadzonej między Indiami i Pakistanem w 1965 roku maszyny te zestrzeliły siedem z trzynastu łącznie zestrzelonych podczas konfliktu samolotów F-86 Sabre. Fakt ten potwierdza wiele źródeł, chociaż pakistańskie siły powietrzne przyznają, że w walkach powietrznych z Gnatami straciły tylko trzy maszyny tego typu. Z drugiej strony siły powietrzne Pakistanu twierdzą, że zestrzeliły 2 Gnaty, a kolejny poddał się lądując na opuszczonym lotnisku w mieście Pasrur. Indie zaprzeczają, jakoby doszło do poddania się maszyny, utrzymując, że pilot wylądował na pakistańskim lotnisku przez pomyłkę. Maszyna ta jest obecnie eksponatem w Muzeum Sił Powietrznych Pakistanu w Karaczi. Po zawieszeniu broni jeden z indyjskich Gnatów zestrzelił 16 grudnia 1965 pakistański samolot Cessna O-1 Bird Dog.

### Wojna o niepodległość Bangladeszu
Samoloty Folland Gnat z dużym powodzeniem wykorzystywało lotnictwo indyjskie w 1971 roku podczas wojny o wyzwolenie Bangladeszu (w ramach kolejnego konfliktu indyjsko-pakistańskiego). Najważniejszym starciem powietrznym była bitwa pod Boyra (Wschodni Pakistan), gdzie rozegrała się pierwsza walka powietrzna tej wojny. Należące do Indii samoloty Gnat odegrały znaczącą rolę w tej bitwie zestrzeliwując dwa pakistańskie F-86 Sabre, a trzeci poważnie uszkadzając. Pakistan potwierdził stratę dwóch Sabre’ów, jednocześnie twierdząc, że samoloty pakistańskie zestrzeliły jednego Gnata, co nie zostało potwierdzone przez Indie. Zbiegiem okoliczności okazało się, że dowodzącym eskadrą indyjskich Gnatów był ten sam pilot, Brij Pal Singh Sikand, który podczas Drugiej Wojny Kaszmirskiej przez pomyłkę wylądował na lotnisku pakistańskim. Do innej znaczącej potyczki powietrznej z udziałem samolotu Gnat doszło nad lotniskiem Śrinagar. Wzięło w niej udział 6 pakistańskich Sabre’ów i samotny indyjski Gnat, za którego sterami siedział podporucznik Nirmal Jit Singh Sekhon. Do momentu zestrzelenia Gnata przez przeważające siły samolotów pakistańskich zdołał on zniszczyć dwa Sabre’y. Pilot Gnata został pośmiertnie odznaczony najwyższym wojskowym odznaczeniem Indii Param Vir Ćakra (jedyny do tej pory pilot, który otrzymał takie odznaczenie).

### Zabójca Sabre’ów
Wykorzystywane bojowo podczas dwóch konfliktów między Indiami i Pakistanem Gnaty, zbiegiem okoliczności odnosiły zwycięstwa w walkach powietrznych tylko przeciwko maszynom F-86 Sabre. Sytuacja ta doprowadziła do nadania im nazwy Zabójcy Sabre’ów. Pomimo tego, że Sabre’y były znacznie bardziej zaawansowanymi technicznie maszynami (zwłaszcza Sabre Mk 4, który był uważany za najlepszy myśliwiec do walki powietrznej tamtych czasów), to odpowiednie wykorzystanie walorów Gnatów pozwoliło na podjęcie skutecznej walki z pakistańskimi samolotami, oraz udowodnienie słuszności miana zabójcy Sabre’ów. Przewaga Gnatów polegała głównie na większej od Sabre’ów prędkości wznoszenia i przeprowadzenia skuteczniejszego ataku z przewagą wysokości. Ponadto zwarta budowa i małe rozmiary Gnatów znacznie utrudniały ich zaobserwowanie, zwłaszcza na tle ziemi podczas lotu na niskim pułapie, gdzie rozgrywała się większość potyczek powietrznych. Poza zadaniami obrony powietrznej podczas wojny o niepodległość Bangladeszu, Gnaty były wykorzystywane również do atakowania celów nawodnych i naziemnych, eskortowania samolotów bombowych i transportowych oraz jako bardzo skuteczne maszyny bliskiego wsparcia.

### Pozostali użytkownicy
W Wielkiej Brytanii wykorzystywano do szkolenia pilotów samoloty Folland Fo.144 Gnat Trainer, później przemianowane na Gnat T.Mk 1. Maszyny te znajdowały się na wyposażeniu akrobacyjnego zespołu demonstracyjnego Królewskich Sił Powietrznych Red Arrows. W Finlandii wykorzystywano 13 maszyn, które wycofano w 1974 roku. Wielka Brytania zastąpiła Gnaty maszynami BAE Hawk w 1979.
Po wycofaniu Gnatów z RAF-u wiele maszyn trafiło w ręce prywatnych kolekcjonerów. Kilka jednomiejscowych maszyn wystąpiło w komediowym filmie fabularnym Hot Shots! z Charliem Sheenem w roli głównej.